# Sharon Shason
Sharon Shason, en hébreu : שרון ששון, né le 16 mars 1978, à Tel Aviv-Jaffa, en Israël, est un joueur israélien de basket-ball. Il évolue durant sa carrière aux postes d'ailier et d'ailier fort.

## Palmarès
- Coupe d'Israël 2006, 2008